# Arne Alligator & Djungeltrumman

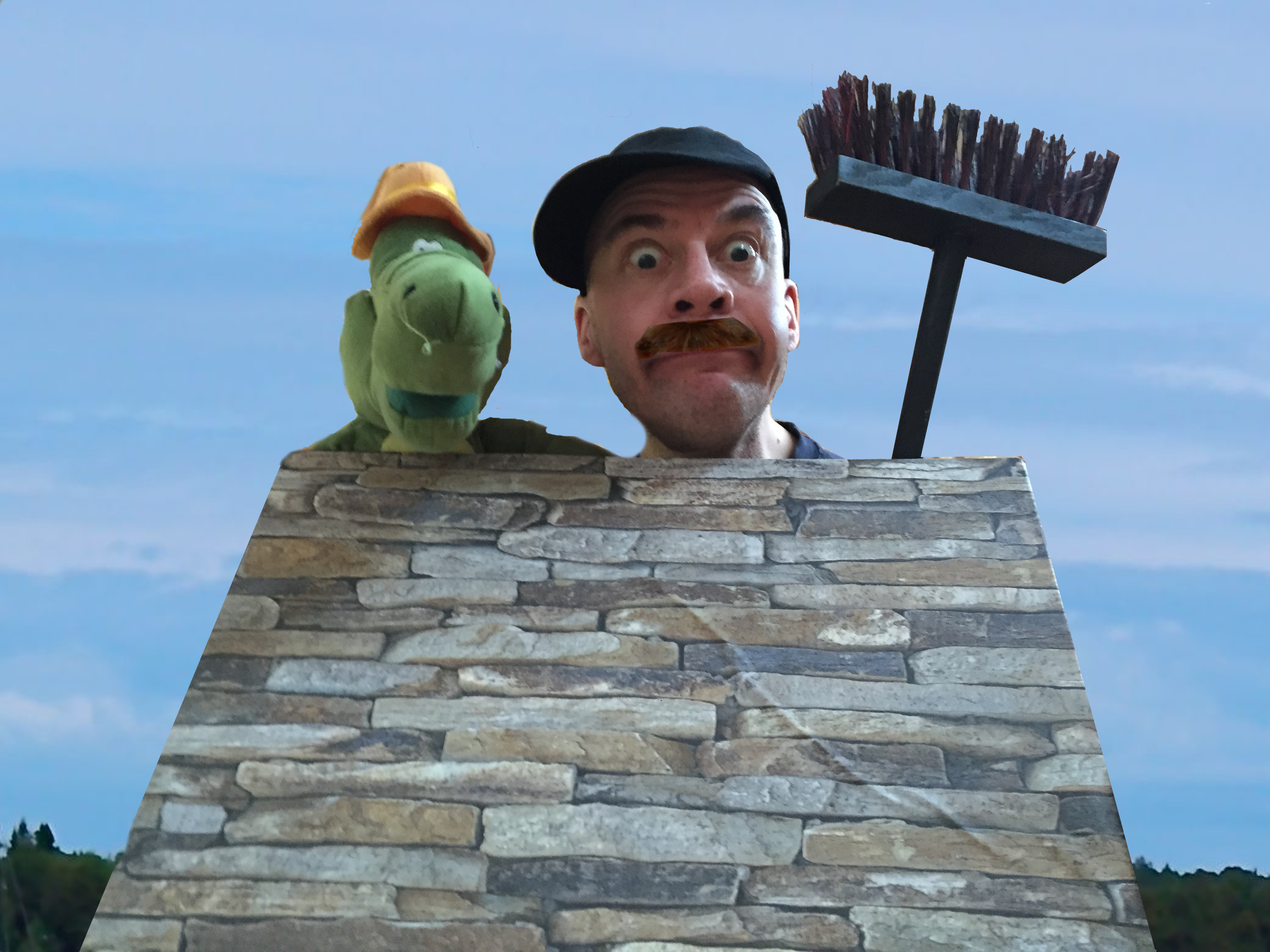
Torsten med gose-Arne

Arne Alligator & Djungeltrumman är en finlandssvensk musikgrupp grundad 2003 vars musik är riktad till yngre barn.
Gruppen består av Macke Granberg och Tomas Nyberg, och de kallade sig först bara Djungeltrumman. Deras första album hette Arne Alligator som bland annat innehöll hitsen "Arne Alligator" och "Torsten med borsten". Fastän bandet riktar sig till en yngre publik har de även uppmärksammats av en äldre.
Arne Alligator & Djungeltrumman har (2018) på sina videor på YouTube haft ungefär 23 miljoner tittare, varav 70 procent är från Sverige.
Februari 2024 hade den animerade filmen Arne Alligator och djungelkompisarna sin biopremiär i Finland och i Sverige med bland andra Tomas Nyberg i den svenskspråkiga versionen.

## Produktion
- 2003 Album: Arne Alligator (Marcurius Productions, Voice & Noise) , 2004 i Sverige (Emi- music Sweden)
- 2005 Album: Jorden runt (Marcurius Productions)
- 2008 Album: Aarne Alligaattori (Universal Music, Marcurius Productions)
- 2009 Album: Familjerumba (Marcurius)
- 2009 Arne Alligators sångbok (Söderströms) avslutad
- 2010 Album: Lentävä matto (Universal/Marcurius)
- 2011 Album: Arnes Jul (Marcurius)
- 2012 DVD: Arne Alligators musikäventyr
- 2013 Barnbok: Arne Alligator spelar på Sveaborg
- 2017/2018 Album: Djungelfeber (Marcurius)
- 2019 Barnbok: Arne Alligator på konsert  (Arne Alligator Brands Ab)